# Wiśniowo Ełckie (gmina)
Wiśniowo Ełckie – dawna gmina wiejska istniejąca w latach 1945–1954 i 1973–1976 w woj. białostockim, a następnie w woj. suwalskim (dzisiejsze woj. warmińsko-mazurskie). Siedzibą władz gminy było Wiśniowo Ełckie.
Gmina Wiśniowo Ełckie powstała po II wojnie światowej na terenie tzw. Ziem Odzyskanych (tzw. IV okręg administracyjny – Mazurski). 25 września 1945 roku gmina – jako jednostka administracyjna powiatu ełckiego – została powierzona administracji wojewody białostockiego, po czym z dniem 28 czerwca 1946 roku weszła w skład woj. białostockiego. Według stanu z 1 lipca 1952 roku gmina była podzielona na 14 gromad: Brodowo, Cisy, Czyńcze, Długosze, Giże, Kałęczyny, Kopijki, Krzywe, Kucze, Laski Małe, Stacze, Sypitki, Wiśniowo Ełckie i Żelazki. Gmina została zniesiona 29 września 1954 roku wraz z reformą wprowadzającą gromady w miejsce gmin.
Jednostkę reaktywowano 1 stycznia 1973 roku w tymże powiecie i województwie. 1 czerwca 1975 roku gmina weszła w skład nowo utworzonego woj. suwalskiego. 
1 lipca 1976 roku gmina została zniesiona, a jej tereny przyłączone do gmin:
- Ełk (obszary sołectw: Kałęczyny, Koziki, Sordachy i Giże),
- Kalinowo (obszary sołectw: Czyńcze, Kucze, Laski Małe, Laski Wielkie, Łoje, Stacze, Sypitki i Makosieje),
- Prostki (obszary sołectw: Cisy, Dąbrowskie, Długosze, Kopijki, Krzywe, Wiśniowo Ełckie i Żelazki).